# Urinetown
Urinetown: The Musical és una comèdia musical satírica, amb música de Mark Hollmann, lletres de Hollmann i Greg Kotis llibret de Kotis. Satiritza el capitalisme, la irresponsabilitat social, el populisme, la burocràcia, les empreses i la política en ciutats petites. A més, també satiritza els musicals de Broadway com a forma. A més, al contrari de l'estil de les pantomimes, la trama poc convencional trenca les expectatives del públic d'un final feliç.

## Produccions
Urinetown va estrenar-se al New York International Fringe Festival, i va ser produït al Off-Broadway al American Theatre for Actors, traslladant-se al Henry Miller's Theatre de Broadway el 20 de setembre del 2001 i tancant el 18 de gener del 2004, després de 25 prèvies i 965 funcions.
Va ser dirigida per John Rando, i tenia música i lletres de Mark Hollman, llibret i lletres de Greg Kotis i coreografiada per John Carrafa. El repartiment original incloïa a Hunter Foster (com Bobby Strong, després substituït per Tom Cavanagh), Jeff McCarthy (com l'Oficial Lockstock), Nancy Opel (com Penelope Pennywise), John Cullum (com Caldwell B. Cladwell), Jennifer Laura Thompson (com Hope Cladwell), Spencer Kayden (com Little Sally) i Ken Jennings (com el Vell Strong/Hot Blades Harry). Va ser nominada a 10 Premis Tony i en va guanyar 3.
El 13 de juny del 2003 s'inicià a San Francisco una gira nacional, protagonitzada per Christiane Noll. Entre març i maig del 2006 es representà una nova producció al Chicago's Mercury Theater.
Els personatges de Little Sally i de l'Oficial Lockstock apareixen en el que ja és una tradició al concert benèfic anual del Broadway Cares/Equity Fights AIDS, en el que ambdós personatges comenten els shows del moment a Broadway.
L'estrena a Londres està prevista pel 22 de febrer de 2014, en una molt curta estada (només fins al 3 de maig) al St. James Theatre.

### Produccions en català
Urinetown ha estat versionada al català per Mercè Vallejo i Roser Batalla i ha estat representada per alumnes de l'Institut del Teatre al Teatre Ovidi Montllor del 26 al 29 de gener de 2017.

## Història
Greg Kotis va tenir la idea per Urinetown mentre realitzava un viatge per Europa, quan es trobà un lavabo de pagament, i començà a escriure poc després, unint-se a Mark Hollmann pel viatge fins a Broadway. Inicialment, cap companyia estava interessada en el musical, però els Neo-Futurists, un grup de teatre experimental de Chicago, acordà produir-la per a la seva temporada 1999-2000.
Kotis, la seva esposa i Spencer Kayden (la "Little Sally" original) pertanyien el grup. Els plans amb els Neo-Futurists no van progressar, i John Clancy del New York Fringe Festival acceptà portar el musical al festival. El dramaturg David Auburn, un amic de Kotis i Hollmann, va anar a veure l'espectacle i immediatament trucà a The Araca Group, que presentà una opció pel musical i l'estrenà al the American Theatre for Actors de l'Off Broadway, passant a Broadway al setembre del 2001. originalment estava previst que s'estrenés el 13 de setembre, però l'espectacle contenia diverses referències que, després dels Atemptats de l'11 de setembre de 2001, es va considerar que podrien no ser políticament correctes. Finalment, només es va retirar una línia del guió, i l'espectacle s'estrenà el 20 de setembre del 2001.

## Sinopsi

### Primer Acte
L'espectacle comença amb una amigable benvinguda per part de l'Oficial Lockstock, el narrador, assistit per Little Sally. ("Too Much Exposition"). D'acord amb el que ens explica Lockstock, una sequera de 20 anys va causar una terrible mancança d'aigua, fent que els lavabos privats fossin impensables: ara, tots els que volguessin alleugerir-se haurien d'anar a lavabos públics controlats per una gran empresa anomenada "Urine Good Company" (o UGC). Per controlar el consum d'aigua, la gent ha de pagar per anar al lavabo. Existeixen dures lleis per assegurar que la gent pagui per fer pipí; i si aquestes no són complertes, els culpables són enviats a una suposada colònia penal anomenada Urinetown, d'on no ha tornat ningú.
Les masses oprimides formen una línia a l'urinari més pobre i miserable de la ciutat ("Urinetown"), que és dirigit per la rígida i autoritària Penelope Pennywise i el seu ajudant, Bobby Strong. Els problemes arriben quan el pare de Bobby, Old Man Strong, no pot pagar l'entrada de l'urinari i li demana a Pennywise que li ho deixi fer gratis només aquest cop. Després que el seu prec sigui ignorat, ("It's a Privilege to Pee") Old Man Stron fa pipí al mig del carrer i és detingut pels Oficials Lockstock i Barrel i portat cap a Urinetown ("It's a Privilege to Pee" [Reprise]).
Aquell mateix dia, a les oficines corporatives de la Urine Good Company, L'CEO Caldwell B. Cladwell, està discutint les noves taxes amb el Senador Fipp, un polític totalment a la butxaca de Cladwell, quan Hope Cladwell, la bonica flla de Cladwell, arriba a l'oficina com a noia nova pel fax i la fotocopiadora. Com a introducció a la nova companya, l'staff de la UGC canten un himne al seu cap ("Mr. Cladwell").
Els oficials Lockstock i Barrel discuteixen sobre el viatge a Urinetown, i sobre com fa que tothom cridi de por ("The Cop Song"). Hope entra i es troba amb Bobby Strong. L'atracció és instantània, i els dos, units per la seva creença en el poder del cor, canten sobre l'esperança d'un món millor ("Follow Your Heart").
L'Oficial Lockstock i Little Sally parlen sobre Urinetown, i Lockstock conclou que el seu poder rau en el seu misteri.
L'endemà, s'anuncien les noves taxes pels urinaris, i Bobby conclou que les lleis són dolentes. Obre les portes de l'urinari, malgrat les protestes de Mr. Ms. Pennywise, i comença una rebel·lió pel pipí gratuït ("Look at the Sky").
A les oficines de la UGC, Cladwell rep les notícies de la revolta, i quan Hope queda bocabadada pel que Boby ha fet, Cladwell la instrueix fredament (usant metàfores sobre conills) que és millor ser el guanyador que no pas la víctima ("Don't Be the Bunny").
Mentrestant, a l'Urinari Públic #9, Cladwell, els executis de la UGC i la policia es troben per enfrontar-se a Bobby. Bobby descobreix qui és el pare de Boby, i superats en nombre, els rebels rapten a Hope i se l'emporten a un amagatall secret a les clavegueres ("Act One Finale").

### Segon Acte
Els rebels s'amaguen amb Hope a les clavagueres, Cladwell i la policia els busquen, i Bobby fuig de la policia. Els rebels es pregunten què és Urinetown, i tots canten sobre el poder del misteri del lloc; fins que Little Sally conclou en que és un lloc metafísic ("What is Urinetown?"). A les clavegueres, els rebels es van tornant bojos i estan a punt de matar a Hope en revenja dels crims del seu pare ("Snuff That Girl"), fins que Bobby torna i recorda als rebels el propòsit de la seva revolució ("Run, Freedom, Run!").
Amb un vigor renovat, els pobres s'uneixen al voltant de Bobby. Llavors, Pennywise arriba a l'amagatall i els diu que Cladwell vol parlar amb Bobby a l'edifici de la UGC. Bobby hi va, però amb l'advertència què si li passa res, mataran la Hope. Pennywise jura que si li passa res a Hope, en Bobby anirà a Urinetown. Finalment, Bobby s'acomiada de Hope ("Follow Your Heart" (Reprise))..
A l'edifici de la UGC, Cladwell ofereix a Bobby una maleta plena de diners, l'amnèsia dels crims dels rebels tan bon punt Hope torni i els pobres acceptin les noves taxes. Bobby rebutja, i demana l'accés lliure a la gent. Cladwell ordena als policies que portin a Bobby a Urinetown. Horroritzada, Pennywise recorda que tenen a Hope, però ell ho ignora i fa que també la detinguin. Mentre que Pennywise escapa dels seus captors, ella, Hope i Flipp canten sobre les seves pors sobre la caiguda dels esquemes de Cladwell. Mentrestant, Bobby és conduït al terrat de l'edifici de la UGC, on descobreix la veritat: no hi ha cap Urinetown, simplement maten a la gent ("Why Did I Listen to That Man?"). Lockstock i Barrel el llancen des de dalt de l'edifici, matant-lo.
Little Sally torna a l'amagatall en un estat de shock, després d'escoltar les darreres paraules de Bobby. Les canta, juntament amb Bobby, i les seves darreres estan dirigides a Hope ("Tell Her I Love Her") i encoratgen als rebels a continuar la lluita per allò que és just, i que tot el temps és ara. Tot just quan els rebels van a assassinar Hope en venjança, Pennywise torna i els ofereix que la matin a ella, afirmant que Hope és filla seva. Els Pobres reculen davant aquest gir inesperat de les coses ("We're Not Sorry").
Tot just arriba al seu despatx, Cladwell és capturat pels rebels i Hope ordena que el seu pare sigui portat a Urinetown. Després d'una breu reconciliació amb Pennywise, Cladwell és llançat del terrat enmig dels crits dels pobres ("We're Not Sorry" (Reprise)).
Sense Cladwell, Hope promet als seus seguidors que l'era de la por s'ha acabat i que poden mirar cap a un nou dia. La Urine Good Company és rebatejada "The Bobby Strong Memorial Toilet Authority", i la gent podrà fer pipí sempre que vulgui i l'estona que vulgui... Però, això dura poc, perquè les reserves d'aigua es redueixen ràpidament. Les draconianes mesures de Cladwell havien aconseguit que la gent no llancés l'aigua, mentre que ara la gent mor de set. Lockstock insinua que Hope pateix una mort terrible a mans de la gent, mentre que el poble viu com si fos a l'Urinetown que els havia amenaçat tota la vida.

## Personatges
- Oficial Lockstock – El narrador de la història. Un policia corrupte que assassina als culpables pobres en secret.
- Little Sally – Una preciosa, però irreverent, nena del carrer; narradora de la història que sempre interromp a Lockstock, i li pregunta constantment per la lògica de l'obra.
- Bobby Strong – Un noi jove i noble que treballa per Miss Pennywise a l'urinari més pobre de la ciutat; protagonista eventual i heroi romàntic que comença una revolució, i s'enamora de Hope Cladwell.
- Hope Cladwell – La innocent i bella filla de Cladwell; que canvia l'amor del seu pare cap al del de Bobby. Una paròdia de la ingènua estereotipada de Broadway.
- Caldwell B. Cladwell – President i propietari de la Urine Good Company, un magnat miserable que explota als pobres amb les seves ultratjants taxes de lavabos
- Penelope Pennywise – La dura vigilant de l'urinari més tinyós de la ciutat. És una figura d'autoritat que viu per mantenir l'ordre als urinaris públics. No obstant això, té un profund i fosc secret al seu passat que té a veure amb Hope. Segons Hollman, està vagament inspirat en el personatge de Mr. Peachum de l'òpera de tres rals de Weill ;i la seva música recrda a la de Rise and Fall of the City of Mahagonny de Weill.
- Oficial Barrel – company de Lockstock
- Sr. McQueen – mà dreta d'en Cladwell
- Senador Fipp – un funcionari
- Old Man Strong – un home pobre, pare d'en Bobby, també conegut com a Joseph Strong
- Josephine Strong – una dona pobre, mare d'en Bobby, també coneguda com a Vella Mama Strong
- Harry Fulla Calenta – un home pobre
- Soupy Sue – una dona pobre
- Tinny Tom – un noi pobre
- Little Becky Two Shoes – una dona pobre
- Robby l'l'Estocafix – un home pobre
- Billy Boy Bill – un home pobre
- Srta. Millenium – una executiva de la U.G.C.
- Dr. Billeaux – un executiu de la U.G.C., cap de recerca
- Secretaria del Sr. Cladwell – una valuosa empleada de la U.G.C.
- Executius de l'U.G.C.

## Repartimentss
Nota: Són els principals repartiments de totes les grans produccions originals del musical.
| Paper                                    | Repartiment original de l'Off-Broadway | Repartiment original de Broadway | Repartiment de l'estrena a Londres | Repartiment del West End |
| ---------------------------------------- | -------------------------------------- | -------------------------------- | ---------------------------------- | ------------------------ |
| Bobby Strong                             | Hunter Foster                          | Hunter Foster                    | Richard Fleeshman                  | Matthew Seadon-Young     |
| Hope Cladwell                            | Jennifer Laura Thompson                | Jennifer Laura Thompson          | Rosanna Hyland                     | Rosanna Hyland           |
| Penelope Pennywise                       | Nancy Opel                             | Nancy Opel                       | Jenna Russell                      | Jenna Russell            |
| Caldwell B. Cladwell                     | John Cullum                            | John Cullum                      | Simon Paisley Day                  | Simon Paisley Day        |
| Little Sally                             | Spencer Kayden                         | Spencer Kayden                   | Karis Jack                         | Karis Jack               |
| Officer Lockstock                        | Jeff McCarthy                          | Jeff McCarthy                    | Jonathan Slinger                   | Jonathan Slinger         |
| Officer Barrel                           | Daniel Marcus                          | Daniel Marcus                    | Adam Pearce                        | Nathan Amzi              |
| Senator Fipp                             | John Deyle                             | John Deyle                       | Mark Meadows                       | Mark Meadows             |
| Mr. McQueen                              | David Beach                            | David Beach                      | Marc Elliott                       | Marc Elliott             |
| Old Man Strong / Hot Blades Harry        | Ken Jennings                           | Ken Jennings                     | Cory English                       | Cory English             |
| Old Woman / Josephine Strong             | Kay Walbye                             | Kay Walbye                       | Julie Jupp                         | Julie Jupp               |
| Little Becky Two Shoes / Mrs. Millennium | Megan Lawrence                         | Jennifer Cody                    | Katie Bernstein                    | Katie Bernstein          |
| Soupy Sue / Cladwell's Secretary         | Rachel Coloff                          | Rachel Coloff                    | Madeleine Harland                  | Madeleine Harland        |
| Tiny Tom / Dr. Billeaux                  | Rick Crom                              | Rick Crom                        | Jeff Nicholson                     | Jeff Nicholson           |
| Robbie the Stockfish / Business Man #1   | Victor W. Hawks                        | Victor W. Hawks                  | Matthew Seadon-Young               | Kane Oliver Parry        |
| Billy Boy Bill / Business Man #2         | Lawrence Street                        | Lawrence Street                  | Aaron Lee Lambert                  | Aaron Lee Lambert        |

### Relleus destacats
Broadway (2001-04)
- Bobby: Tom Cavanagh, Luther Creek
- Hope: Anastasia Barzee, Amy Spanger
- Ms. Pennywise: Victoria Clark, Carolee Carmello
- Cladwell: Charles Shaughnessy
- Lockstock: James Barbour

## Números Musicals
| Primer Acte - Overture – Orchestra - Too Much Exposition – Lockstock i els Pobres - Urinetown – La Companyia - It's a Privilege to Pee – Pennywise i els Pobres - It's a Privilege to Pee (Reprise) – Lockstock i els Pobres - Mr. Cladwell – Cladwell, Hope, i els Directius de UGC - Cop Song – Lockstock, Barrel, i Policies - Follow Your Heart – Hope i Bobby - Look at the Sky – Bobby i els Pobres - Don't Be the Bunny – Cladwell i els Directius de UGC - Act One Finale – Bobby, Cladwell, Hope, i Companyia | Segon Acte - What is Urinetown? – Bobby, Cladwell, Little Sally, Lockstock, Hot Blades Harry, Little Becky Two Shoes, i els Pobres - Snuff That Girl – Hot Blades Harry, Little Becky Two Shoes, i els Pobres - Run, Freedom, Run! – Bobby i els Pobres - Follow Your Heart (Reprise) – Hope - Why did I Listen to that Man? – Bobby, Hope, Pennywise, Lockstock, Barrel, i Fipp - Tell Her I Love Her – Little Sally i Bobby - We're Not Sorry – Little Sally, Hot Blades Harry, i Companyia - We're Not Sorry (Reprise) – Cladwell i Pennywise - I See a River – Hope, Little Becky Two Shoes, i Companyia |

## Premis i nominacions

### Producció original de Broadway
| Any  | Premi                      | Categoria                                       | Nominat                    | Resultat  |
| ---- | -------------------------- | ----------------------------------------------- | -------------------------- | --------- |
| 2001 | Premi Drama Desk           | Musical Més Destacat                            | Musical Més Destacat       | nominat   |
| 2001 | Premi Drama Desk           | Llibret de Musical Més Destacat                 | Greg Kotis                 | nominat   |
| 2001 | Premi Drama Desk           | Actor Més Destacat en un Musical                | Hunter Foster              | nominat   |
| 2001 | Premi Drama Desk           | Actor de Repartiment Més Destacat en un Musical | Jeff McCarthy              | nominat   |
| 2001 | Premi Drama Desk           | Actriu Més Destacada en un Musical              | Spencer Kayden             | nominat   |
| 2001 | Premi Drama Desk           | Director de Musical Més Destacat                | John Rando                 | nominat   |
| 2001 | Premi Drama Desk           | Coreografia Més Destacada                       | John Carrafa               | nominat   |
| 2001 | Premi Drama Desk           | Oequestracions Més Destacades                   | Bruce Coughlin             | nominat   |
| 2001 | Premi Drama Desk           | Música Més Destacada                            | Mark Hollmann              | nominat   |
| 2001 | Premi Drama Desk           | Lletres Més Destacades                          | Mark Hollmann i Greg Kotis | nominat   |
| 2002 | Premi Tony                 | Millor Musical                                  | Millor Musical             | nominat   |
| 2002 | Premi Tony                 | Millor Llibret de Musical                       | Greg Kotis                 | GUANYADOR |
| 2002 | Premi Tony                 | Millor Banda Sonora                             | Mark Hollmann i Greg Kotis | GUANYADOR |
| 2002 | Premi Tony                 | Millor Actor Protagonista de Musical            | John Cullum                | nominat   |
| 2002 | Premi Tony                 | Millor Actriu Protagonista de Musical           | Nancy Opel                 | nominada  |
| 2002 | Premi Tony                 | Millor Actriu Protagonista de Musical           | Jennifer Laura Thompson    | nominada  |
| 2002 | Premi Tony                 | Millor Actriu de Repartiment de Musical         | Spencer Kayden             | nominat   |
| 2002 | Premi Tony                 | Millor Direcció de Musical                      | John Rando                 | GUANYADOR |
| 2002 | Premi Tony                 | Millor Coreografia                              | John Carrafa               | nominat   |
| 2002 | Premi Tony                 | Millors Orquestracions                          | Bruce Coughlin             | nominat   |
| 2002 | Premi Outer Critics Circle | Actor Més Destacat en un Musical                | Hunter Foster              | nominat   |
| 2002 | Premi Theatre World        | Premi Theatre World                             | Spencer Kayden             | GUANYADOR |